# UNFORGIVEN
『Unforgiven』（アンフォーギブン）は、韓国の女性アイドルグループLE SSERAFIMの1stフルアルバム。2023年5月1日にYG PLUS・SOURCE MUSICから発売された。本項目は2023年8月23日にリリースされる日本2ndシングル『UNFORGIVEN』（本アルバムの日本語版）についても記載する。

## 概要
2ndミニアルバム『ANTIFRAGILE』以来7か月ぶりのリリースとなるLE SSERAFIMの1枚目のフルアルバムである。これまでリリースされた2枚のミニアルバムから3曲ずつと新曲7曲を加えた13曲が収録されている。

## リリースマーケティング
4月3日、『LE SSERAFIM UNFORGIVEN』というタイトルのスローガンフィルムが公開され、同時に本アルバムの発売が発表された。。スローガンフィルムは2枚目のミニアルバムのタイトル曲『ANTIFRAGILE』のミュージックビデオの最後にも用いられていた『DO YOU WANT TO BE FORGIVEN？』というフレーズから始まる。同日午前11時には、アルバムの予約が開始された。
4月10日、アルバムトレーラーが公開。
4月12日-14日、コンセプトフォトが「BLOODY ROSE」、「DEWY SAGE」、「DUSTY AMBER」の順に公開された。
4月17日、本アルバムに収録される新曲7曲のトラックサンプラーを公開。
4月18日、本アルバムのトラックリストを公開。
4月24日、本アルバムに収録される新曲7曲のハイライトメドレーを公開。
4月28日、30日、本アルバムのタイトル曲『UNFORGIVEN』のミュージックビデオのティザー映像を公開。
5月1日18時、アルバム音源配信を開始し、同時に本アルバムのタイトル曲『UNFORGIVEN』のミュージックビデオをリリース。翌日5月2日14時、アルバム発売。
6月20日、日本2ndシングルのリリースが発表。
6月29日、コンセプトフォト「AIRY BLOOM」が公開。翌月6日は「SAVAGE NOIR」、13日には「CANDY PUNK」が公開された。
7月25日、「ジュエリー」の先行配信が開始された。
8月8日、「UNFORGIVEN (feat. Nile Rodgers, Ado) -Japanese ver.-」の先行配信が開始された。
8月23日、日本語版をリリース。

## 背景
本アルバム名及び曲名である『UNFORGIVEN』には、他人の評価を気にせず、彼女たちだけの道を開拓するという覚悟が込められている。

## 収録曲
| #         | タイトル                                      | 作詞・作曲 | 時間  |
| --------- | --------------------------------------------- | --- | ----- |
| 1.        | 「The World Is My Oyster (2023 ver.)」        | SCORE(13) / Megatone(13) / HYBE | 1:47  |
| 2.        | 「FEARLESS (2023 ver.)」                      | SCORE(13) / Megatone(13) / Supreme Boi / BLVSH / JARO / Nikolay Mohr / パン・シヒョク / ONEYE / Josefin Glenmark / emmy kasai. / Kyler Niko / PAU / Destiny Rogers | 2:48  |
| 3.        | 「Blue Flame (2023 ver.)」                    | SCORE(13) / Megatone(13) / Jonna Hall / ガヨン(PNP) / キム・インヒョン / danke (lalala studio) / キム・チェウォン / Ronnie Icon / Caroline Gustavsson / ホ・ユンジン | 3:22  |
| 4.        | 「The Hydra」                                 | SCORE(13) / Megatone(13) / HYBE | 1:44  |
| 5.        | 「ANTIFRAGILE」                               | SCORE(13) / Megatone(13) / Paulina "PAU" Cerilla / パン・シヒョク / Shintaro Yasuda / Supreme Boi / Isabella Lovestory / Kyler Niko / Ronnie Icon / Nathalie Boone / danke | 3:04  |
| 6.        | 「Impurities」                                | SCORE(13) / Megatone(13) / Jonna Hall / danke / パン・シヒョク / ホ・ユンジン / Daniel "Obi" Klein / Charli Taft / シン・ヒョク / Maggie Szabo / Hayes Kramer / BLVSH / JARO / Nikolay Mohr / / Jo Yoon kyung / イ・ヒョンソク(PNP)                                            | 3:16  |
| 7.        | 「Burn the Bridge」                           | SCORE(13) / Megatone(13) / HYBE | 2:35  |
| 8.        | 「UNFORGIVEN (feat. Nile Rodgers)」           | SCORE(13) / Megatone(13) / Supreme Boi / ONEYE / Josefin Glenmark / Anders Gukko / Anne Judith Wik(Dsign Music) / Nermin Harambasic(Dsign Music) / Benjmn / Feli Ferraro / Kris Jana / Kyler Niko / Young Chance / BELLE / Glenda "Gizzle" Proby / Makaila J Garcia / Believve | 3:02  |
| 9.        | 「No-Return(Into the unknown)」               | SCORE(13) / Megatone(13) / パン・シヒョク / Supreme Boi / Daniel "Obi" Klein / Charli Taft / Arineh Karimi / Moa 'Crazzi Opeia' Carlebecker / Young Chance / Shorelle | 3:05  |
| 10.       | 「이브 프시케 그리고 푸른 수염의 아내」       | SCORE(13) / Megatone(13) / パン・シヒョク / Supreme Boi / Maia Aright / Max Thulin / Benjmn / Gusten Dahlqvist / Arineh Karimi / ホ・ユンジン / イ・ヒョンソク(PNP) / danke | 3:06  |
| 11.       | 「피어나 (Between you, me and the lamppost)」 | SCORE(13) / Megatone(13) / / ホ・ユンジン / パン・シヒョク / サクラ / キム・チェウォン / ホン・ウンチェ / カズハ | 3:27  |
| 12.       | 「Flash Forward」                             | Hiss noise / Alex Karlsson / Stian N. Olsen(Blueprint) / Elizaveta Vassilieva / パン・シヒョク / | 3:16  |
| 13.       | 「Fire in the belly」                         | SCORE(13) / Megatone(13) / Kyler Niko / Paulina "PAU" cerrilla / Supreme Boi / Anne Judith Wik(Dsign Music) / Nermin Harambasic(Dsign Music) / パン・シヒョク | 3:18  |
| 合計時間: | 合計時間:                                     | 合計時間: | 37:50 |

| #         | タイトル                                                 | 作詞・作曲 | 時間 |
| --------- | -------------------------------------------------------- | --- | ---- |
| 1.        | 「UNFORGIVEN (feat. Nile Rodgers, Ado) -Japanese ver.-」 | SCORE(13) / Megatone(13) / Supreme Boi / ONEYE / Josefin Glenmark / Anders Gukko / Anne Judith Wik(Dsign Music) / Nermin Harambasic(Dsign Music) / Benjmn / Feli Ferraro / Kris Jana / Kyler Niko / Young Chance / BELLE / Glenda "Gizzle" Proby / Makaila J Garcia / Believve | 3:02 |
| 2.        | 「ANTIFRAGILE (Japanese Ver.)」                          | SCORE(13) / Megatone(13) / Paulina "PAU" Cerilla / パン・シヒョク / Shintaro Yasuda / Supreme Boi / Isabella Lovestory / Kyler Niko / Ronnie Icon / Nathalie Boone / danke | 3:04 |
| 3.        | 「ジュエリー」                                           | imase | 2:44 |
| 合計時間: | 合計時間:                                                | 合計時間: | 8:50 |

| #  | タイトル                                                        | 作詞 | 作曲・編曲 |
| -- | --------------------------------------------------------------- | ---- | ---------- |
| 1. | 「UNFORGIVEN（feat. Nile Rodgers）-Japanese ver.- Music Video」 |      |            |
| 2. | 「Jacket Shoot Sketch」                                         |      |            |
| 3. | 「MV Shoot Sketch」                                             |      |            |

## 音楽性
本作には前2作と同じくパン・シヒョク統括プロデューサーと作曲家チームの13がプロデュースに参加している。また、メンバーであるホ・ユンジンが新曲のうち2曲の制作に参加し、「피어나 (Between you, me and the lamppost)」では他のメンバーも制作に参加している。尚今回収録されている新曲は全て日本で録音された。
タイトル曲『UNFORGIVEN』では、LE SSERAFIMとして初のフィーチャリングアーティストにマドンナやデヴィッド・ボウイなどのアルバムプロデュースやダフト・パンクの楽曲参加などで知られているミュージシャン、ナイル・ロジャースを迎えている。また、パン・シヒョク統括プロデューサーの提案により西部劇映画『続・夕陽のガンマン』の挿入曲をサンプリングしている。実際、会社側がエンニオ・モリコーネの家族に連絡を入れ、同曲を聴いた家族が「すごく良い」と言い楽曲のサンプリング使用を承諾してくれたというエピソードも存在する。尚この楽曲の日本語版（Japanese Ver.）にはフィーチャリングとしてAdoが参加している。
『No-Return（Into the unknown）』はLE SSERAFIMによるHYBEオリジナルストーリー「Crimson Heart」のテーマ曲で、冒険を控えたときめきを表現したディスコポップスタイルの楽曲で、初のファンミーティング「FEARNADA」で先行公開された。『イブ、プシケそして青ひげの妻』はタブーを破ってこそ次の段階へと進むことができるというメッセージが込められた楽曲で、『ANTIFRAGILE』のアルバムトレーラーにて流れた音楽がサンプリングされている。『Between you,me and the lamppost』はLE SSERAFIMのメンバー全員が作詞に参加した初のファンソングで、メンバーがファン達に伝えたいメッセージが投影されている。『Flash Forward』は未来の場面を先に見せる映画の技法のことで、ありふれた結末が予想されて、たとえそれがハッピーエンディングではなくても今ある感情に集中して全ての事を賭けてみるというメッセージが込められている。『Fire in the belly』は 心の中の情熱を燃やして冒険の勝者になるという抱負が込められているラテンポップの楽曲である。
日本オリジナル曲の『ジュエリー』は日本の歌手であるimaseが作詞作曲プロデュースを行った楽曲で、シティポップジャンルのレトロな曲調となっている。

## コンセプト
他人の評価を気にせずに、LE SSERAFIMだけの道を開拓するという覚悟が込められている本アルバムは、「BLOODY ROSE」、「DEWY SAGE」、「DUSTY AMBER」の合計3つのコンセプトから構成されている。
BLOODY ROSEは「ビジネス・オブ・ファッション（BoF）500」に選定された写真家兼アートディレクターのチョ・ギソクが協業して制作された写真で、皆が座っている机の上に立つ、古い本を燃やすなどといった世間によって決められた枠をはみ出して、1歩踏み出そうとする5人の様子が収められている。
DEWY SAGEはグループ名が入ったアスレジャーのルックと明るいエネルギーが特徴的で、決まった基準に縛られずに望んだところへと向かう意志が込められている。
DUSTY AMBERは都市、事務室といった日常的な場所にカウガールの帽子やブーツ、スカーフや白馬など西部劇映画のワンシーンを彷彿とさせるアイテムを活用し、非現実的な空間へと変わっていくスリルや斬新な印象が与えられたコンセプトで、写真に登場している馬は実際に馬に乗って撮影している。
日本語版は「AIRY BLOOM」、「SAVAGE NOIR」、「CANDY PUNK」の計3つのコンセプトから構成されている。
AIRY BLOOMはテニスコートを背景にドレスを着るメンバーが描かれており、自由に動きまわる様子や健康美と固定観念にとらわれない威風堂々とした強さを表現したコンセプトである。
SAVAGE NOIRは強く堂々とした姿で恐れることなく自らの声を上げ、周囲を自分の色へ染める黒をイメージしたコンセプトになっている。
CANDY PUNKは2000年代の日本におけるギャルスタイルに影響を受けたファッションで、可愛さのみではなく自由奔放に振る舞う様な姿を表現している。

## プロモーション
韓国ではアルバムのリリースに先駆けてポップアップストアが期間限定でオープンされた。一階はカフェと展示、二階は製品と展示が設置され、製品はコラボレーション商品や「DEWY SAGE」コンセプトにてメンバー達が着用した衣類・アクセサリー、アルバム公式商品が販売された。
5月1日にM2にてカムバックショー「LE SSERAFIM COMEBACK SHOW : UNFORGIVEN」を開催し、本アルバム収録曲のパフォーマンスを初披露した。
音楽番組にてタイトル曲を披露する活動は5月4日放送のMnet『M COUNTDOWN』から、5月21日放送のSBS『人気歌謡』までの3週間行われた。また本作はアルバム収録曲の『Eve, Psyche ＆ The Bluebeard's wife』を後継曲として音楽番組での活動を一時再開させた。

## アートワークと形態
日韓版共通してアルバムのアートワークには象徴色として2023年にPantoneが今年のカラーとして発表した「ビバ・マゼンタ」が使用されている。ビバ・マゼンタの色彩を持った貴重な天然染料とされているエンジ虫の特有の赤い光が原因で自然で生き抜くには難しいという弱点を乗り越えようと最後まで耐えて生き残ろうとする点からインスピレーションを受けている。
韓国語版の形態は一般版3つと各メンバーによるコンパクト版5つとWeverse Album版2つが繰り広げられた。一般版はアウターボックスにブックレット、CD、フォトカード、ポストカード、ヒートディテクティングポストカード、ステッカー、折り畳みポスターが同梱され、コンパクト版はアウターボックスに16Pブックレット、CD、フォトカード、ポストカード、リリックポスターが同梱され、Weverse Album版には折り畳みポスター、ユーザーガイド、インスタントフォト、フォトカード、QRフォトカード、ステッカー が同梱された。
日本語版はの形態は初回生産限定盤A、初回生産限定盤B、通常盤、メンバーソロジャケット盤計5種、LE SSERAFIM Weverse Shop JAPAN盤、UNIVERSAL MUSIC STORE盤が繰り広げられた。初回生産限定盤AはCDとフォトブックとセルフィーユニットフォトカードが同梱され、初回生産限定盤BはCDとDVDとセルフィーユニットフォトカード、通常盤はCDとセルフィーユニットフォトカード、LE SSERAFIM Weverse Shop JAPAN盤はCDとフォトブックと折り込みポスター、ホログラムセルフィーユニットフォトカード、メッセージカード、UNIVERSAL MUSIC STORE盤はCDとアーティストビジュアルステッカーとセルフィーフォトカード、メンバーソロジャケット盤にはCDとアーティストビジュアルステッカーとセルフィーフォトカードが同梱された。

## ミュージック・ビデオ
過去作と同じくNU KIM（キム・ソンヒョン）がクリエイティブ・ディレクターを担当しているミュージック・ビデオはタイのバンコクで撮影が行われた。韓国以外でのMV撮影は本作が初である。エキゾチック的要素が含まれるMVには、クラシックカーやヘリコプター、馬などといった小物が登場する。特に馬は実際に乗馬するメンバーが馬術の訓練を受けて撮影に臨んだ。
本MVではそれぞれの個人カットでキャラクター設定があり、ユンジンは弓を射ることでタブーを狙う、チェウォンは馬に乗ることで欲しい物全てを奪う、カズハは天使の翼をもぎ取ることで人々が考えている美しさの基準や既存の考えから脱してもっと高いところへ登る、サクラは刀を抜くことで固定概念を破る、ウンチェはキッチンでケーキを投げたりすることで世の中の評価を気にしないといったものである。MVは公開から17時間後で1000万回再生を記録した。
MVはタイトル曲の他にも収録曲である「Eve, Psyche ＆ The Bluebeard's wife」のミュージック・ビデオも存在し、2023年5月24日にHYBE LABELS公式YouTubeチャンネルにて公開された。

## 受容

### 音盤
本アルバムは予約販売時点で103万枚を記録しており、自身最高記録である『ANTIFRAGILE』の40万枚を更新した。発売初日は100万枚を売り上げるミリオンセラーを達成した。これはKPOPガールズグループにおける発売初日での過去最多販売枚数である。日本では発売初日に5万7586枚を記録しオリコンデイリーアルバムランキングでは1位を獲得した。
韓国のHANTEOチャートが集計した初動販売枚数はデビューアルバムの約4倍である125万枚を売り上げ、歴代K-POPガールズグループ初動売り上げ枚数1位であるBLACKPINK「BORN PINK」の154万枚、aespa「MY WORLD」の137万枚に次ぐ記録を残した。
週間ランキングでは初週でオリコンとBillboard JAPANとHANTEOチャートにてそれぞれ8.9万枚と10万3267枚と119万7798枚を売り上げたことにより、オリコンでは週間アルバムランキング、週間デジタルアルバムランキング、週間合算アルバムランキングの3部門、Billboard JAPANではホットアルバムチャート、週間トップアルバムセールスチャート、ダウンロード・アルバムチャートの3部門、HANTEOチャートでは週間アルバムチャートで1位を獲得した。
アメリカのビルボードでは「ビルボードグローバル200」、「ビルボードグローバル」、「ワールドデジタルソングセールス」、「ハートシーカーズアルバム」、「ワールドアルバム」の計5部門にランクインし、それぞれ61位、39位、9位、5位、8位を記録した。特にビルボード200ではリリース週から4週連続でチャートインし続けた。
6月9日には日本での出荷枚数が10万枚を突破したことによりグループ初のゴールド認定を獲得した。

### 音源
Spotifyではアルバムと同名のタイトル曲が韓国を含む全21個の国と地域の「日間トップソング」で1位を獲得し、アルバムに収録されている新曲全7曲も全て50位圏内にチャートインした。また韓国の主要チャートであるBugs!、Melon、Genieではそれぞれ2位、3位、4位を記録した。

## リリース日程
| 地域     | 日程          | フォーマット | 形態                | レーベル         |
| -------- | ------------- | ------------ | ------------------- | ---------------- |
| 全世界   | 2023年5月1日  | デジタル配信 | -                   | - HYBE - YG PLUS |
| 韓国     | 2023年5月2日  | CD           | Vol.1               | - HYBE - YG PLUS |
| 韓国     | 2023年5月2日  | CD           | Vol.2               | - HYBE - YG PLUS |
| 韓国     | 2023年5月2日  | CD           | Vol.3               | - HYBE - YG PLUS |
| 韓国     | 2023年5月2日  | CD           | COMPACT Ver.        | - HYBE - YG PLUS |
| 韓国     | 2023年5月2日  | CD           | Weverse Albums Ver. | - HYBE - YG PLUS |
| 日本語版 | 2023年8月23日 | CD           | 全形態              | - HYBE - YG PLUS |